# Manuel Fernández Álvarez
Manuel Fernández Álvarez (Madrid, 7 de noviembre de 1921-Salamanca, 19 de abril de 2010) fue un historiador español, considerado como autoridad en la España de los siglos XV y XVI.

## Biografía
Licenciado en Filosofía y Letras por la Universidad de Valladolid (1942). Doctor por la Universidad Central con una tesis sobre Felipe II e Isabel de Inglaterra (1947). Doctor por la Universidad de Bolonia (junto con el Premio Vittorio Emanuele, 1950). Investigador del CSIC. Catedrático de Historia Moderna de la Universidad de Salamanca (1965). Fundó el Colegio Universitario de Zamora (1976). Premio Nacional de Historia de España (1985). Miembro de la Real Academia de la Historia (1987). Académico de Mérito de la Academia Portuguesa de Historia (1992). Profesor emérito de la Universidad de Salamanca y del Colegio Libre de Eméritos.
Dedicó más de cincuenta años al estudio de los siglos XV y XVI, fruto de los cuales son su obra magna Carlos V, el césar y el hombre (VI Premio Don Juan de Borbón al libro del año en 2000), el monumental Corpus documental de Carlos V (Salamanca, 1973-1981) o Cervantes visto por un historiador, Premio Quijote del Año de la Sociedad Cervantina de Esquivias.
Escribió dos novelas históricas, El príncipe rebelde y Dies irae y un libro de divulgación enfocado a un público infantil:  Pequeña Historia de España

## Premios
- Premio Extraordinario fin de carrera 1942
- Premio Menéndez Pelayo 1949
- Medalla de Oro de la Ciudad de Salamanca.
- Premio de Ensayo y Humanidades "José Ortega y Gasset" 2006, dentro de los galardones Villa de Madrid.

## Obras (selección)
- Tres embajadores de Felipe II en Inglaterra, CSIC, Madrid, 1951
- Corpus Documental de Carlos V (cinco volúmenes, 1973-1981). Universidad de Salamanca. Ediciones Universidad de Salamanca, ISBN 84-600-6720-3
- Carlos V: (un hombre para Europa), Madrid: Cultura hispánica, 1976. ISBN 84-7232-122-3
- La Sociedad Española del Siglo de Oro (1984) - 1.ª. ed.: Madrid : Editoria Nacional, 1984 - Premio nacional "Historia de España" 1985 - 2.ª ed. rev. y aum. en 2 v.: Madrid : Gredos, 1989.
- Jovellanos, el patriota. Espasa Calpe, 2001. ISBN 84-239-9766-9
- En Historia de España Menéndez Pidal los volúmenes:
  - XIX: La España del siglo XVI (1989);
  - XX: La España del Emperador Carlos V (1993), (6.ª ed.).
- Fray Luis de León: la poda floreciente (1591-1991). Espasa Calpe, 1991. ISBN 84-239-2249-9
- Juana la Loca, la cautiva de Tordesillas (1994).
- Felipe II y su tiempo (1998) - Madrid : Espasa Calpe, 1998 - La tercera parte de la edición original fue reeditada posteriormente en edición de bolsillo con el título: Felipe II (Barcelona: Booket; Madrid: Espasa Calpe, 2005).
- Carlos V, el césar y el hombre. Espasa Calpe, 1999. ISBN 84-239-9752-9
- El fraile y la Inquisición. Espasa Calpe, 2002. ISBN 84-670-0106-2
- Casadas, monjas, rameras y brujas: la olvidada historia de la mujer española en el Renacimiento Espasa Calpe, 2002. ISBN 84-670-0266-2
- El príncipe rebelde,(2000), Espasa Calpe, ISBN 84-239-6492-2
- Dies irae;
- Isabel la Católica, (2006), Espasa-Calpe.Madrid,. ISBN 9788467021134
- Sombras y luces de la España Imperial, 2005, Espasa Calpe, ISBN 84-670-1610-8
- Cervantes: visto por un historiador. Espasa Calpe, 2005. ISBN 84-670-1864-X
- El Duque de hierro. Fernando Álvarez de Toledo, III Duque de Alba (2007). Espasa-Calpe,.ISBN 84-670-2625-1
- Pequeña historia de España (2008) Espasa-Calpe,.ISBN 84-670-2831-9[3]
- Diario de un estudiante en tiempos de la Guerra Civil, (2007). Espasa-Calpe,.ISBN 978-84-670-2487-6
- España.Biografía de una nación (2010) Espasa-Calpe,.ISBN 978-84-670-3265-9
- La princesa de Éboli, (2009) Espasa Calpe., ISBN 978-84-670-3283-3
- La gran aventura de Cristóbal Colón, (2006). Espasa Calpe., ISBN 84-670-2142-X